# Леман, Жак Эдмон
Жак Эдмо́н Лема́н (фр. Jacques Leman; 15 сентября 1829, Л’Эгль, Орн — 27 декабря 1889, Париж) — французский живописец исторических и анекдотических сцен и портретов, иллюстратор.

## Биография
Родился в семье учителя.
В 1846 году отправился в Париж, где поступил в Академию изящных искусств и стал учеником Пико (1786—1868). Впервые выставлялся в парижском салоне в 1852 году с картиной «Дуэль герцога Гиза с Колиньи», сразу обратившей на себя внимание публики. Впоследствии постоянно поддерживал свою репутацию новыми произведениями, согласно ЭСБЕ, «замечательными по прекрасной характеристике изображенных лиц и происшествий и по блестящему колориту, но несколько манерными по исполнению».
Из его работ наиболее известны: «Смерть Виттории Колонны» (1853; в руанском музее), «Отдохновение Пресвятой Девы», «Людовик XIV у г-жи де-Монтеспан» (1861), «Мольер на завтраке у Людовика XIV», «Невольный мидак» (1864), «Людовик XIV и сиамское посольство», «Le dépit amoureux», «Генуэзский дож у герцогини де-Бурбон» (акварель; 1879; выполнил ещё ряд работ акварелью), а также несколько портретов, в том числе портрет архитектора Раме.
Занимался также книжной иллюстрацией. Его рисунками украшены большое издание «Театра Мольера», сделанное Лемоне, собрание сочинений Виктора Гюго и сборник, изданный в память Корнеля Кальяром в Руане по случаю двухсотлетнего юбилея этого драматурга. Для зала суда в Байё написал большую картину «Карл Великий, диктующий свои капитуляции».